# Wacław Ponikowski
Wacław Cezary Ponikowski (ur. 20 sierpnia 1884 w Warszawie, zm. 26 września 1944 tamże) – polski specjalista ekonomiki rolnej, nauczyciel akademicki – profesor Politechniki Lwowskiej, Uniwersytetu Wileńskiego i SGGW.

## Życiorys
Urodził się 20 sierpnia 1884 w Warszawie. Syn Cezarego, adwokata (1853-1944) i Eweliny z Łuczyckich (ur. 1858), brat Krystyny (1890-1954), Janiny i Marii (1894-1969). Był uczniem Szkoły Realnej w Warszawie, którą ukończył w 1903 roku. Po zdaniu matury w Krakowie, podjął tam w latach 1904–1909 studia na Uniwersytecie Jagiellońskim zakończone dyplomem inżyniera-rolnika. W latach 1908–1912 kontynuował na UJ studia w dziedzinie historii gospodarczej i ekonomii, zakończone roczną praktyką (na terenie ówczesnego Królestwa). Po powrocie na Uniwersytet Jagielloński podjął pracę nad rozprawą doktorską – przerwaną jednak przez wybuch I wojny światowej. Przeniósłszy się w 1915 roku do Warszawy pracował jako ekonomista rolny i statystyk w Centralnym Towarzystwie Rolniczym, a następnie w Związku Izb i Organizacji Rolniczych. Od 1918 roku rozpoczął pracę w SGGW – początkowo w bibliotece, a następnie w charakterze starszego asystenta w Katedrze Zarządu Gospodarstwem Rolnym.
W roku 1920 wstąpił do wojska jako ochotnik, by następnie wrócić do pracy naukowo-badawczej i działalności dydaktycznej. W tym okresie interesowała go zwłaszcza problematyka mechanizacji w gospodarstwach rolnych. W 1924 roku na podstawie pracy Znaczenie maszyn dla gospodarstwa wiejskiego uzyskał w SGGW stopień naukowy doktora. Tamże habilitował się w 1926 roku w dziedzinie ekonomiki rolnej na podstawie pracy: Dochód czysty i jego składniki.
W latach 1926–1928 pracował na Uniwersytecie Wileńskim prowadząc wykłady z wybranych zagadnień ekonomiki rolnej, zaś w Warszawie w latach 1926–1936 wykładał w SGGW ekonomikę i rachunkowość drobnych gospodarstw rolnych. W grudniu 1936 otrzymał tytuł profesora nadzwyczajnego administracji rolniczej na Wydziale Rolniczo-Leśnym Politechniki Lwowskiej. Na uczelni otrzymał katedrę administracji rolnej.
W związku ze swymi zainteresowaniami, Ponikowski podejmował dyskusje i polemiki z wieloma uznanymi w skali międzynarodowej autorytetami z dziedziny ekonomiki rolnej. I tak, zgłosił sprzeciw wobec metody punktowej badania intensywności i przychodu surowego prof. Ernsta Laura. Przy pomocy metod statystyczno-matematycznych, wykazał u F. Watterstradta błędy w ocenach intensywności rolnictwa niemieckiego. Dyskutował z Franciszkiem Bujakiem na temat systemu rachunkowości stosowanego w Wydziale Ekonomiki Drobnych Gospodarstw Rolnych Państwowego Instytutu Naukowego Gospodarstwa Wiejskiego w Puławach.
W latach 1939–1944 zamieszkiwał w Dublanach (pod Lwowem), gdzie kierował biblioteką Wydziału Rolniczo-Leśnego Politechniki Lwowskiej – biorąc też udział w tajnym nauczaniu. Na wiosnę 1944 przeniósł się do Warszawy, która jako choremu na astmę, odpowiadała mu bardziej pod względem klimatycznym. Podczas powstania warszawskiego został wraz ze swą żoną zastrzelony (26 września 1944) – prawdopodobnie na Mokotowie, gdzie zamieszkiwał w domu swych rodziców (Warszawa, ul. Czeczota 10). Dokładne miejsce, w którym zginął i miejsce pochówku jego i jego żony Zofii z Marczewskich nie jest znane. Dzieci nie pozostawili.
W życiu prywatnym Ponikowski był zapalonym melomanem i bywalcem sal koncertowych, zwłaszcza miłośnikiem muzyki poważnej (co wiadomo ze wspomnień jego stryjecznego brata Macieja Masłowskiego). Był spokrewniony ze znaną skrzypaczką Eugenią Umińską (poprzez swoją babkę Krystynę z Chojnackich Ponikowską (1827-1869) i prababkę Teresę z Umińskich Chojnacką (1796-1868) – zob.: nagrobek na Starych Powązkach w Warszawie (kwatera 30), zdjęcie z 2018 roku i widok płyty poziomej na tym samym nagrobku, zdjęcie z 2018 roku

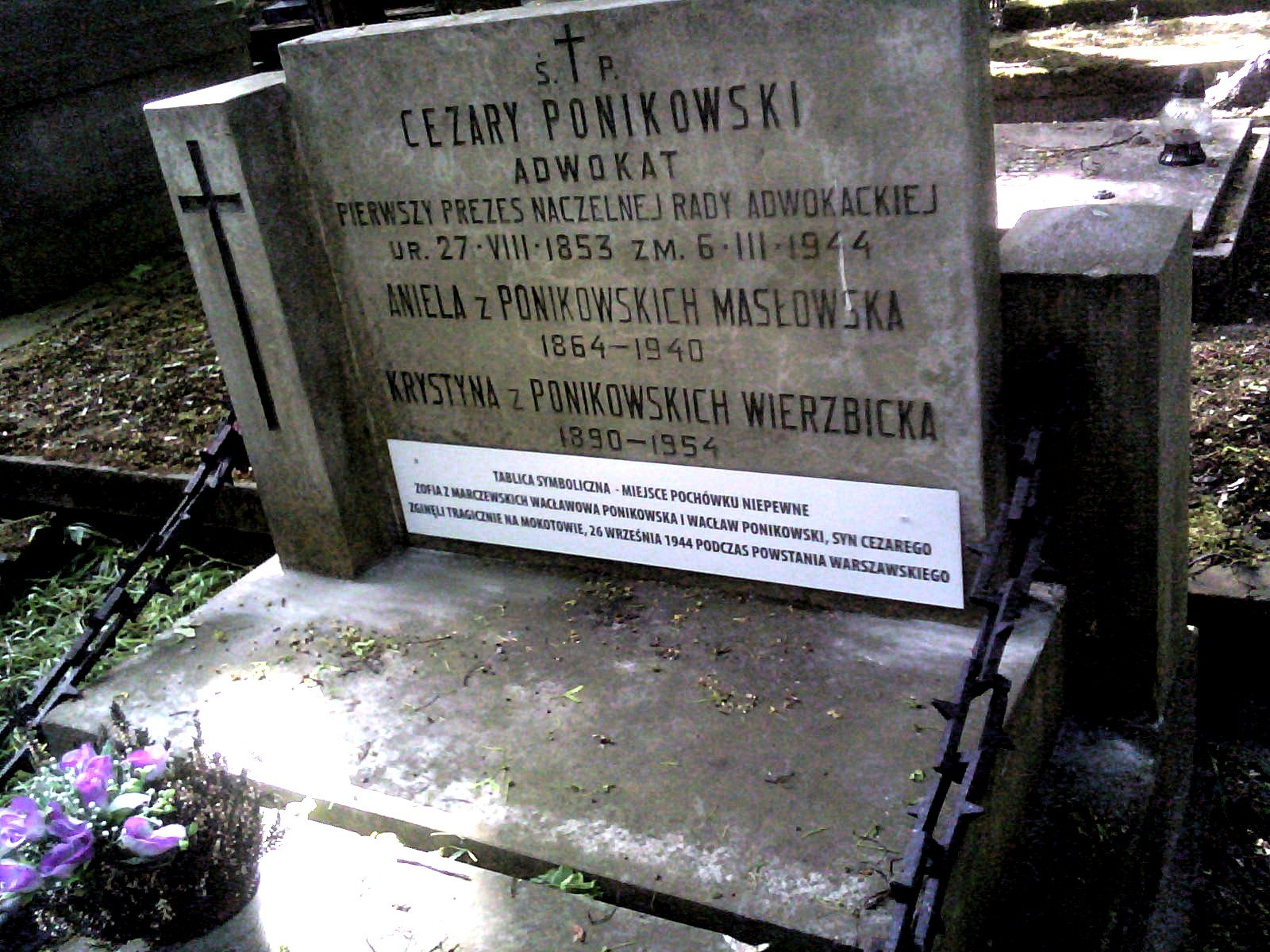
Widok nagrobka Ponikowskich na cmentarzu Stare Powazki w Warszawie, kwatera 26-1-1, stan w dniu 13 maja 2023.

Zainteresowania naukowe Ponikowskiego koncentrowały się wokół problematyki:
- zarządzania, organizacji i mechanizacji pracy w rolnictwie;
- metodologii badań w ekonomice rolnej;
- intensywności i dochodowości gospodarowania w rolnictwie;
- wpływu jakości gleby na stosunki pracy w gospodarstwie rolnym;
- metod ustalania kosztów wytwarzania w gospodarstwach rolnych;
- rachunkowości gospodarstw rolnych;
- wyceny gospodarstw rolnych i posiadłości ziemskich;
- zastosowania metod statystyczno-matematycznych w ekonomice rolnictwa (z inspiracji szkoły prof. Stefana Moszczeńskiego).

## Wybrane publikacje
- Znaczenie maszyn dla gospodarstwa wiejskiego, 1914;
- Dochód czysty i jego składniki, 1926;
- Metody badania w nauce organizacji gospodarstw wiejskich, 1927;
- Intensywność a opłacalność, 1927;
- Mierniki intensywności w oświetleniu prof.E.Laura, „Rolnik Ekonomista”, 1928;
- Ustalanie niektórych mierników i liczb względnych w rachunkowości rolniczej, 1930;
- Wzór obliczania kosztów wytwarzania w gospodarstwach wiejskich, 1930;
- Badania porównawcze gospodarstw wiejskich rozmaitej wielkości lub rozmaitych typów pracy, 1934;
- Gospodarstwa włościańskie i folwarczne na tle materiałów rachunkowych, 1935;
- O potrzebie badania opłacalności gospodarstw wiejskich na podstawie materiałów rachunkowych, 1935;
- Projekt metody podziału Polski na okręgi rolnicze do podatku gruntowego, 1937.

Spuścizna naukowa po Wacławie Ponikowskim została przekazana przez jego rodzinę do archiwum PAN w Warszawie (rękopisy podręczników z zakresu organizacji i zarządzania gospodarstwami wiejskimi, prace dotyczące wyceny gruntów i majątków ziemskich, wpływu jakości gleby na stosunki pracy w rolnictwie, ankiety badawcze, opracowania dotyczące teorii rachunkowości drobnych gospodarstw rolnych).